# Wálter Herrmann
Wálter Herrmann (né le 26 juin 1979 à Venado Tuerto, Argentine) est un joueur argentin de basket-ball de 2,03 m. 
Ses ancêtres sont allemands. Il a été marqué par le décès tragique de sa mère, de sa sœur et de son amie dans un accident de voiture en 2003.
Il est un joueur majeur de l'équipe d'Argentine qui, après s'être illustré pendant plusieurs saisons dans le championnat espagnol, a rejoint les Bobcats de Charlotte en NBA pour la saison 2006-2007.
Au milieu de la saison 2007-2008, Herrmann fut transféré au Pistons de Detroit et il a signé un nouveau contrat avec cette même équipe pour la saison 2008-2009. À la fin de cette dernière saison dans cette franchise, il retrouve l'Europe, signant un contrat de deux ans avec le club espagnol de Tau Vitoria. Toutefois, il ne va pas au bout de son contrat et quitte le club basque en août 2010.Il est aussi célèbre pour pouvoir faire tenir un vrai ballon de taille normale (taille 7) entre son pouce et son index.

## Clubs successifs
- 1996-2000 :  Olímpia de Venado Tuerto
- 2000-2002 :  Atenas de Córdoba
- 2002-2003 :  Baloncesto Fuenlabrada
- 2003-2006 :  Unicaja Málaga
- 2006-2007 :  Bobcats de Charlotte
- 2007-2009 :  Pistons de Détroit
- 2009-2011 :  Saski Baskonia
- 2011-2012 :  UD Venado Tuerto
- 2013 :  Atenas de Córdoba
- 2014-2015 :  CR Flamengo
- 2015-2016 :  San Lorenzo de Almagro
- 2016-2017 :  Obras Sanitarias
- 2018-2019 :  Atenas de Córdoba

## Palmarès

### En sélection
- Championnat d'Amérique du Sud :
  - Vainqueur : 2001, 2004.
- Championnat des Amériques :
  - Vainqueur : 2001.
- Jeux olympiques :
  - Vainqueur : 2004.

### En club
- Championnat d'Argentine :
  - Vainqueur : 2002, 2016.
- Championnat d'Espagne :
  - Vainqueur : 2005, 2010.
- Coupe d'Espagne :
  - Vainqueur : 2005.
- Championnat du Brésil :
  - Vainqueur : 2015.
- Coupe intercontinentale :
  - Vainqueur : 2014.